# SpaceX Crew-6
SpaceX Crew-6 è stato il nono volo orbitale con equipaggio di una navicella spaziale Crew Dragon. Il lancio della missione era programmato per il 27 febbraio 2023, tuttavia il tentativo iniziale è stato cancellato e riprogrammato per il 2 marzo 2023, alle 5:34 UTC. Il secondo tentativo di lancio ha avuto successo e la missione Crew-6 è stata lanciata il 2 marzo 2023 alle 05:34:14 UTC. La missione ha trasportato quattro membri dell'equipaggio alla Stazione Spaziale Internazionale (ISS) e si è conclusa con l'ammaraggio della navetta il 4 settembre 2023.

## Equipaggio
Il 16 dicembre 2021 Bowen e Hoburg vennero assegnati rispettivamente al ruolo di comandante e pilota della missione. Il 29 aprile 2022 Axiom Space e Centro spaziale Mohammed bin Rashid firmarono un accordo per far partecipare un astronauta degli Emirati Arabi alla missione di lunga durata SpaceX Crew-6 sulla Stazione spaziale internazionale; il 25 luglio 2022 venne ufficializzata l'assegnazione di Sultan Al Neyadi.
| Ruolo                     | Equipaggio                                            | Equipaggio                                            |
| ------------------------- | ----------------------------------------------------- | ----------------------------------------------------- |
| Comandante                | Stephen Bowen, NASA Expedition 69/70 Quarto volo      | Stephen Bowen, NASA Expedition 69/70 Quarto volo      |
| Pilota                    | Warren Hoburg, NASA Expedition 69/70 Primo volo       | Warren Hoburg, NASA Expedition 69/70 Primo volo       |
| Specialista di missione 1 | Sultan Al Neyadi, MBRSC Expedition 69/70 Primo volo   | Sultan Al Neyadi, MBRSC Expedition 69/70 Primo volo   |
| Specialista di missione 2 | Andrej Fedjaev, Roscosmos Expedition 69/70 Primo volo | Andrej Fedjaev, Roscosmos Expedition 69/70 Primo volo |